# Got the Life
«Got the Life» es una canción de la banda estadounidense de nu metal Korn. Se lanzó el 23 de noviembre de 1998 y fue incluida en el álbum de estudio Follow the Leader como el tercer sencillo del mismo.

## Antecedentes y lanzamiento
«Got the Life» se grabó en abril de 1998 en NRG Recording Studios en North Hollywood, California. Después de grabar la canción, los miembros de Korn sintieron que había algo «especial» en la canción. El vocalista Jonathan Davis afirmó que le recordaba «algo que podrías escuchar en las raves», que eran muy populares en ese momento. Aunque pensaron que muchos seguidores no apreciarían la canción. La lanzaron como sencillo promocional a principios de agosto, antes del lanzamiento del álbum Follow the Leader. Leah Furman dijo que la canción giraba en torno a las bendiciones mixtas de la fama.
El sencillo fue enviado a las estaciones de radio el 24 de julio de 1998 y fue lanzado cinco veces. El primer lanzamiento fue el 10 de agosto, donde fue lanzado con dos versiones en los Estados Unidos. El sencillo contiene diferentes mezclas de la canción, incluyendo «Deejay Punk-Roc Remix» y el instrumental «D.O.S.E.'s Woollyback Remix». El sencillo también contiene un lado B y remixes de canciones anteriores. Stephen Thomas Erlewine revisó el sencillo, y le dio dos de cinco estrellas, destacando que «Deejay Punk-Roc Remix» era bastante bueno, pero el instrumental era de valor insignificante. La segunda parte del sencillo, era respaldada por «I Can Remember» y «Good God» (Oomph! vs. Such A Surge Remix). El sencillo también fue lanzado en Australia, y en el Reino Unido dos veces. Además, se consideró que el sencillo había tenido un «éxito fenomenal».

## Composición
La canción tiene una duración de 3:45. Es la canción más corta de Follow the Leader, y al igual que el álbum, el sencillo fue producido por Steve Thompson y Toby Wright, y mezclado por Brendan O'Brien. «Got the Life (Deejay Punk-Roc Remix)» fue mezclada por Deejay Punk-Roc y Jon Paul Davies, y grabada en el Departamento de Investigación de Airdog Funk y en Liverpool, Inglaterra. El remix Woollyback fue mezclado por D.O.S.E. por cortesía de Mercury Records.
La canción comienza con un solo tiempo de percusión, que conduce al riff de estribillo, con una sobregrabación de guitarra triple. Cuando surgen los versos, Jonathan Davis comienza a cantar con la línea lírica «Hate, something, sometime, someway, something kicked on the front floor». Korn interpretó la canción con los siguientes miembros: Jonathan Davis interpretando la voz, Brian Welch y James Shaffer en las guitarras, Reginald Arvizu en el bajo y David Silveria en la batería. Produjeron un sonido descrito por los empleados de Allmusic con un estilo de géneros de metal alternativo, heavy metal y rap metal.
En una entrevista con el canal de televisión Scuzz en 2013, Davis reveló que «Got the Life» originalmente contenía una muestra de audio al principio; un diálogo hablado por el actor Dom DeLuise en la película de 1974 Blazing Saddles. Sin embargo, Warner Bros. no permitió su uso, por lo que se eliminó antes de su lanzamiento.

## Video musical
La banda decidió grabar un video musical para la canción después de que la recepción de los fanáticos y empleados de NRG Recording Studios fuera muy positiva. El concepto del videoclip fue creado por el bajista, Reginald Arvizu. Sus gerentes les aconsejaron que le pidieran a Joseph Kahn que dirigiera el video. Kahn también fue el director de «A.D.I.D.A.S.» en 1997. Después de pedirle a Kahn que dirigiera su video, respondió diciendo: «Esa es la idea más estúpida que he escuchado».
Ofendido por y en contra de su respuesta, Korn contrató a Joseph McGinty Nichol (McG), director de los videos musicales en el álbum debut homónimo: «Blind», «Shoots and Ladders», «Clown» y «Faget». El 12 de enero de 1999, el video musical fue el primer video que se considera «retirado» de la cuenta regresiva de los diez videoclips más pedidos de Total Request Live, de la cadena MTV. El programa de televisión dijo que la canción fue el video musical más solicitado «durante demasiado tiempo, así que tuvieron que dejar de transmitirlo para que otros artistas tuvieran la oportunidad de ocupar el codiciado puesto número uno». Sin embargo, el video nunca llegó a ser número uno; alcanzó su punto máximo en el número dos. Deuce, el álbum video donde aparece el video musical de «Got the Life» fue certificado platino por Recording Industry Association of America. El rapero WC hace un cameo en el video bailando. Eminem, Jay Gordon (vocalista de Orgy), Fred Durst, Sam Rivers, Wes Borland (miembros de Limp Bizkit) y el luchador de UFC Tito Ortiz aparecen al final del videoclip.

## Recepción
Stephen Thomas Erlewine de AllMusic le dio al sencillo dos de cinco estrellas, aunque afirmó que la canción «rivalizaba con obras maestras anteriores como 'A.D.I.D.A.S.' y 'Shoots and Ladders'. Su fusión de metal y rap fue más fuerte que nunca, con sus mejores pistas rítmicas hasta la fecha. Lo cual es bueno, ya que los lados B de los sencillos de 'Got the Life' estaban dedicadas a los remixes».
La revista Loudwire consideró que «Got the Life» es la tercera mejor canción de Korn.
La canción se convirtió en la primera entrada de Korn en las listas de Billboard Mainstream Rock Songs y Alternative Songs, alcanzando el puesto quince y diecisiete, respectivamente. También alcanzó el puesto número veintiséis en Australia, y los envíos de un sencillo en CD han superado las 35 000 unidades. Mientras que el video musical debutó en el número ocho en Total Request Live de MTV el 17 de septiembre de 1998.

## Lista de canciones
| Sencillo (Estados Unidos) |                                            |          |  |
| N.º                       | Título                                     | Duración |  |
| 1.                        | «Got the Life»                             | 3:45     |  |
| 2.                        | «Got the Life» (Deejay Punk-Roc Mix)       | 5:16     |  |
| 3.                        | «Got the Life» (D.O.S.E. Woollyback Remix) | 5:27     |  |
| 4.                        | «I Can Remember»                           | 3:46     |  |

| Sencillo (Remixes) |                        |          |  |
| N.º                | Título                 | Duración |  |
| 1.                 | «Got the Life» (Remix) | 3:45     |  |

| Sencillo (Australia) |                |          |  |
| N.º                  | Título         | Duración |  |
| 1.                   | «Got the Life» | 3:45     |  |

| Sencillo (Reino Unido) #1 |                                            |          |  |
| N.º                       | Título                                     | Duración |  |
| 1.                        | «Got the Life»                             | 3:45     |  |
| 2.                        | «Got the Life» (Deejay Punk-Roc Mix)       | 5:16     |  |
| 3.                        | «Got the Life» (D.O.S.E. Woollyback Remix) | 5:27     |  |

| Sencillo (Reino Unido) #2 |                                           |          |  |
| N.º                       | Título                                    | Duración |  |
| 1.                        | «Got the Life»                            | 3:49     |  |
| 2.                        | «I Can Remember»                          | 3:39     |  |
| 3.                        | «Good God» (Oomph! Vs Such a Surge Remix) | 4:06     |  |

## Posicionamiento en listas
| Lista (1998)                                      | Mejor posición |
| ------------------------------------------------- | -------------- |
| Australia (ARIA)                                  | 26             |
| Canada Alternative 30 (RPM)                       | 1              |
| UK Singles (The Official Charts Company)          | 23             |
| Estados Unidos Mainstream Rock Tracks (Billboard) | 15             |
| Estados Unidos Modern Rock Tracks (Billboard)     | 17             |